# Lalit Upadhyay
Lalit Upadhyay, född den 1 december 1993 i Varanasi, är en indisk landhockeyspelare.

## Karriär
Lalit Upadhyay debuterade i det indiska landslaget i landhockey 2014. Han ingick i det indiska landhockeylag som tog brons vid OS 2020 och vid OS 2024.